# Бойно тралене
Бойно тралене е метод за унищожаване на мини чрез тяхното взривяване (детониране), като правило с използването на дълбочинни бомби.
Разработен е в годините на Втората световна война. Използва се в случаите, когато няма специализирани миночистачи, време за провеждане на обикновено тралене или когато последното не осигурява надежна премахване на минните заграждения, например, когато противника използва взриватели (детонатори) с нова конструкция.
Метода е ефективен в крайбрежните райони, при добро разузнаване на минната опасност. Негови преимущества са скоростта, гъвкавостта – бойно тралене може да се провежда от всички типове съдове, носители на дълбочинни бомби. Недостатъци са зависимостта от разузнаване, голям разход на боеприпаси, висока степен на риск за кораба, който го извършва.
В типичния случай, бойното тралене се прави на входните фарватери на базите, от корабите или катерите за охрана на водния район, веднага след получаване на данните за минна опасност. Водещия траленето кораб (катер) на максимална скорост преминава над мястото на мините и изстрелва единична бомба. Ако липсва вторична детонация захода се повтаря.
По-широко, под бойно тралене се разбира всяко тралене на бойни мини. Именно това значение се утвърждава след войната. 